# Campeonato Mundial de Atletismo de 2009 - 100 m feminino
A prova dos 100 metros feminino do Campeonato Mundial de Atletismo de 2009 foi disputada entre 16 e 17 de agosto no Olympiastadion, em Berlim.

## Recordes
Antes desta competição, os recordes mundiais e do campeonato nesta prova eram os seguintes:
| Tipo                  | Atleta                   | Tempo | Local        | Data                 | Ref |
| --------------------- | ------------------------ | ----- | ------------ | -------------------- | --- |
|                       | Florence Griffith-Joyner | 10.49 | Indianápolis | 16 de julho de 1988  | ver |
| Recorde do campeonato | Marion Jones             | 10.70 | Sevilha      | 22 de agosto de 1999 | ver |

## Medalhistas
| Ouro                    | Prata                | Bronze                |
| Shelly-Ann Fraser (JAM) | Kerron Stewart (JAM) | Carmelita Jeter (USA) |

## Resultados

### Eliminatórias
Estes são os resultados das eliminatórias. As 63 atletas inscritas foram divididas em nove baterias, se classificando para as quartas de final as três melhores de cada bateria (Q) mais os cinco melhores tempos no geral (q).
| Bateria 1 | Bateria 1                      | Bateria 1 | Bateria 1            |
| Pos.      | Atleta                         | Tempo     | Notas                |
| --------- | ------------------------------ | --------- | -------------------- |
| 1         | BRA Lucimar Aparecida de Moura | 11.41 (Q) |                      |
| 2         | JAM Shelly-Ann Fraser          | 11.41 (Q) |                      |
| 3         | GER Marion Wagner              | 11.49 (Q) |                      |
| 4         | COL Yomara Hinestroza          | 11.61 (q) |                      |
| 5         | GAB Paulette Zang Milama       | 11.74     |                      |
| 6         | SIN Balpreet Kaur Purba        | 12.30     | Recorde da temporada |
|           | MNP Yvonne Bennett             | DNS       |                      |

| Bateria 2 | Bateria 2             | Bateria 2 | Bateria 2            |
| Pos.      | Atleta                | Tempo     | Notas                |
| --------- | --------------------- | --------- | -------------------- |
| 1         | JAM Kerron Stewart    | 11.31 (Q) |                      |
| 2         | GHA Vida Anim         | 11.38 (Q) |                      |
| 3         | BUL Ivet Lalova       | 11.48 (Q) | Recorde da temporada |
| 4         | JPN Chisato Fukushima | 11.52 (q) |                      |
| 5         | COM Ahamada Feta      | 11.80     |                      |
| 6         | GAM Fatou Tiyana      | 12.22     | Recorde pessoal      |
| 7         | IRQ Dana Abdul Razak  | 12.38     | Recorde da temporada |

| Bateria 3 | Bateria 3               | Bateria 3 | Bateria 3            |
| Pos.      | Atleta                  | Tempo     | Notas                |
| --------- | ----------------------- | --------- | -------------------- |
| 1         | USA Carmelita Jeter     | 11.22 (Q) |                      |
| 2         | SKN Virgil Hodge        | 11.47 (Q) |                      |
| 3         | BRN Rakia Al-Gassra     | 11.49 (Q) | Recorde da temporada |
| 4         | PUR Carol Rodríguez     | 11.64     |                      |
| 5         | NGR Halimat Ismaila     | 11.74     |                      |
| 6         | MLI Yah Soucko Koïta    | 12.16     | Recorde da temporada |
| 7         | NRU Rosa Mystique Jones | 13.42     | Recorde da temporada |

| Bateria 4 | Bateria 4                    | Bateria 4 | Bateria 4            |
| Pos.      | Atleta                       | Tempo     | Notas                |
| --------- | ---------------------------- | --------- | -------------------- |
| 1         | BAH Debbie Ferguson-McKenzie | 11.26 (Q) |                      |
| 2         | GER Verena Sailer            | 11.29 (Q) |                      |
| 3         | NGR Oludamola Osayomi        | 11.49 (Q) |                      |
| 4         | POR Sónia Tavares            | 11.64 (q) |                      |
| 5         | MKD Ivana Rožhman            | 12.60     |                      |
| 6         | PLW Sorai Bella Reklai       | 13.75     | Recorde pessoal      |
| 7         | AFG Muqimyar Robina          | 14.24     | Recorde da temporada |

| Bateria 5 | Bateria 5              | Bateria 5 | Bateria 5            |
| Pos.      | Atleta                 | Tempo     | Notas                |
| --------- | ---------------------- | --------- | -------------------- |
| 1         | JAM Aleen Bailey       | 11.29 (Q) |                      |
| 2         | RUS Evgeniya Polyakova | 11.41 (Q) |                      |
| 3         | FRA Myriam Soumaré     | 11.45 (Q) |                      |
| 4         | TRI Ayanna Hutchinson  | 11.54 (q) |                      |
| 5         | ARM Ani Khachikyan     | 12.30     | Recorde da temporada |
| 6         | SEY Alice Khan         | 12.64     | Recorde pessoal      |
| 7         | GUI Mariama Bah        | 13.33     | Recorde pessoal      |

| Bateria 6 | Bateria 6                   | Bateria 6 | Bateria 6        |
| Pos.      | Atleta                      | Tempo     | Notas            |
| --------- | --------------------------- | --------- | ---------------- |
| 1         | JAM Veronica Campbell-Brown | 11.34 (Q) |                  |
| 2         | NOR Ezinne Okparaebo        | 11.35 (Q) |                  |
| 3         | TRI Semoy Hackett           | 11.36 (Q) |                  |
| 4         | BAH Sheniqua Ferguson       | 11.57 (q) |                  |
| 5         | STP Gloria Diogo            | 11.78     |                  |
| 6         | LAO Philaylack Sackpraseuth | 13.42     | Recorde pessoal  |
| 7         | TUV Asenate Manoa           | 13.75     | Recorde nacional |

| Bateria 7 | Bateria 7               | Bateria 7 | Bateria 7       |
| Pos.      | Atleta                  | Tempo     | Notas           |
| --------- | ----------------------- | --------- | --------------- |
| 1         | USA Lauryn Williams     | 11.36 (Q) | 0.206           |
| 2         | IVB Tahesia Harrigan    | 11.39 (Q) | 0.160           |
| 3         | UKR Nataliya Pohrebnyak | 11.54 (Q) | 0.164           |
| 4         | JPN Momoko Takahashi    | 11.75     | 0.154           |
| 5         | SMR Martina Pretelli    | 12.65     |                 |
| 6         | TAH Terani Faremiro     | 12.96     | Recorde pessoal |
| 7         | KIR Tioiti Katutu       | 14.38     | Recorde pessoal |

| Bateria 8 | Bateria 8                | Bateria 8 | Bateria 8            |
| Pos.      | Atleta                   | Tempo     | Notas                |
| --------- | ------------------------ | --------- | -------------------- |
| 1         | BAH Chandra Sturrup      | 11.28 (Q) |                      |
| 2         | RUS Anna Geflikh         | 11.47 (Q) |                      |
| 3         | UZB Guzel Khubbieva      | 11.63 (Q) |                      |
| 4         | INA Serafi Anelies Unani | 12.05     | Recorde pessoal      |
| 5         | VAN Elis Lapenmal        | 13.11     | Recorde da temporada |
| 6         | ASA Savannah Sanitoa     | 14.23     | Recorde da temporada |
|           | NGR Blessing Okagbare    | DNS       |                      |

| Bateria 9 | Bateria 9              | Bateria 9 | Bateria 9            |
| Pos.      | Atleta                 | Tempo     | Notas                |
| --------- | ---------------------- | --------- | -------------------- |
| 1         | TRI Kelly-Ann Baptiste | 11.42 (Q) |                      |
| 2         | USA Muna Lee           | 11.44 (Q) |                      |
| 3         | CYP Eleni Artymata     | 11.47 (Q) |                      |
| 4         | ISV Courtney Patterson | 11.88     |                      |
| 5         | SLO Pia Tajnikar       | 11.88     |                      |
| 6         | SOL Pauline Kwalea     | 13.67     | Recorde da temporada |
| 7         | GEQ Beatriz Mangue     | 14.03     |                      |

### Quartas-de-final
Estes são os resultados das quartas-de-final. As 24 atletas classififcadas foram divididas em quatro baterias, se classificando para as semifinais as três melhores de cada bateria (Q) mais os quatro melhores tempos no geral (q).
| Bateria 1 | Bateria 1              | Bateria 1 | Bateria 1 |
| Pos.      | Atleta                 | Tempo     | Notas     |
| --------- | ---------------------- | --------- | --------- |
| 1         | JAM Kerron Stewart     | 10.92 (Q) |           |
| 2         | BAH Chandra Sturrup    | 11.06 (Q) |           |
| 3         | TRI Semoy Hackett      | 10.37 (Q) |           |
| 4         | UZB Guzel Khubbieva    | 11.43     |           |
| 5         | NOR Ezinne Okparaebo   | 11.44     |           |
| 6         | RUS Evgeniya Polyakova | 11.52     |           |
| 7         | BUL Ivet Lalova        | 11.54     |           |
| 8         | COL Yomara Hinestroza  | 11.76     |           |

| Bateria 2 | Bateria 2             | Bateria 2 | Bateria 2            |
| Pos.      | Atleta                | Tempo     | Notas                |
| --------- | --------------------- | --------- | -------------------- |
| 1         | USA Lauryn Williams   | 11.06 (Q) | Recorde da temporada |
| 2         | JAM Aleen Bailey      | 11.12 (Q) |                      |
| 3         | IVB Tahesia Harrigan  | 11.21 (Q) |                      |
| 4         | GHA Vida Anim         | 11.34 (q) |                      |
| 5         | CYP Eleni Artymata    | 11.37 (q) | Recorde pessoal      |
| 6         | TRI Ayanna Hutchinson | 11.40 (q) |                      |
| 7         | JPN Chisato Fukushima | 11.43     |                      |
| 8         | FRA Myriam Soumaré    | 11.45     |                      |

| Bateria 3 | Bateria 3                    | Bateria 3 | Bateria 3            |
| Pos.      | Atleta                       | Tempo     | Notas                |
| --------- | ---------------------------- | --------- | -------------------- |
| 1         | JAM Veronica Campbell-Brown  | 10.99 (Q) |                      |
| 2         | BAH Debbie Ferguson-McKenzie | 11.08 (Q) |                      |
| 3         | USA Muna Lee                 | 11.13 (Q) | Recorde da temporada |
| 4         | GER Verena Sailer            | 11.26 (q) |                      |
| 5         | RUS Anna Geflikh             | 11.46     |                      |
| 6         | UKR Nataliya Pohrebnyak      | 11.49     |                      |
| 7         | BRN Rakia Al-Gassra          | 11.51     |                      |
| 8         | POR Sónia Tavares            | 11.55     |                      |

| Bateria 4 | Bateria 4                      | Bateria 4 | Bateria 4 |
| Pos.      | Atleta                         | Tempo     | Notas     |
| --------- | ------------------------------ | --------- | --------- |
| 1         | USA Carmelita Jeter            | 10.94 (Q) |           |
| 2         | JAM Shelly-Ann Fraser          | 11.02 (Q) |           |
| 3         | TRI Kelly-Ann Baptiste         | 11.05 (Q) |           |
| 4         | BRA Lucimar Aparecida de Moura | 11.44     |           |
| 5         | SKN Virgil Hodge               | 11.51     |           |
| 6         | NGR Oludamola Osayomi          | 11.55     |           |
| 7         | BAH Sheniqua Ferguson          | 11.59     |           |
| 8         | GER Marion Wagner              | 11.64     |           |

### Semifinais
Estes são os resultados das semifinais. As 16 atletas classificadas foram divididas em duas baterias, se classificando para a final as quatro melhores de cada bateria (Q).

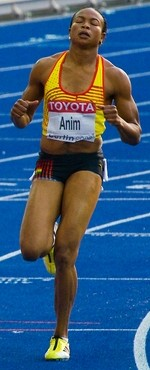
Vida Anim, sexta colocada na segunda semifinal.

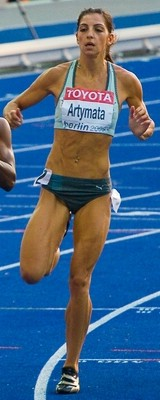
Eleni Artymata, oitava colocada na segunda semifinal.

| Semifinal 1 | Semifinal 1                  | Semifinal 1 | Semifinal 1          |
| Pos.        | Atleta                       | Tempo       | Notas                |
| ----------- | ---------------------------- | ----------- | -------------------- |
| 1           | JAM Shelly-Ann Fraser        | 10.79 (Q)   | Recorde da temporada |
| 2           | JAM Kerron Stewart           | 10.84 (Q)   |                      |
| 3           | USA Lauryn Williams          | 11.01 (Q)   | Recorde da temporada |
| 4           | BAH Debbie Ferguson-McKenzie | 11.03 (Q)   |                      |
| 5           | TRI Kelly-Ann Baptiste       | 11.07       |                      |
| 6           | GER Verena Sailer            | 11.24       |                      |
| 7           | IVB Tahesia Harrigan         | 11.34       |                      |
| 8           | TRI Ayanna Hutchinson        | 11.58       |                      |

| Semifinal 2 | Semifinal 2                 | Semifinal 2 | Semifinal 2     |
| Pos.        | Atleta                      | Tempo       | Notas           |
| ----------- | --------------------------- | ----------- | --------------- |
| 1           | USA Carmelita Jeter         | 10.83 (Q)   | Recorde pessoal |
| 2           | JAM Veronica Campbell-Brown | 11.00 (Q)   |                 |
| 3           | BAH Chandra Sturrup         | 11.01 (Q)   |                 |
| 4           | JAM Aleen Bailey            | 11.16 (Q)   |                 |
| 5           | USA Muna Lee                | 11.18       |                 |
| 6           | GHA Vida Anim               | 11.43       |                 |
| 7           | TRI Semoy Hackett           | 11.45       |                 |
| 8           | CYP Eleni Artymata          | 11.49       |                 |

### Final
Estes são os resultados da final:
| Pos.              | Atleta                       | Tempo | Notas                |
| ----------------- | ---------------------------- | ----- | -------------------- |
| Medalha de ouro   | JAM Shelly-Ann Fraser        | 10.73 | Recorde nacional     |
| Medalha de prata  | JAM Kerron Stewart           | 10.75 | Recorde pessoal      |
| Medalha de bronze | USA Carmelita Jeter          | 10.90 |                      |
| 4                 | JAM Veronica Campbell-Brown  | 10.95 | Recorde da temporada |
| 5                 | USA Lauryn Williams          | 11.01 | Recorde da temporada |
| 6                 | BAH Debbie Ferguson-McKenzie | 11.05 |                      |
| 7                 | BAH Chandra Sturrup          | 11.05 |                      |
| 8                 | JAM Aleen Bailey             | 11.16 |                      |

Legenda
| Recorde mundial       | Recorde mundial (World record)               |                       | Recorde africano                      | Recorde africano (African) |                                           | Q | Classificado por posição (Qualified) |
| Recorde do campeonato | Recorde do campeonato (Championship record)  | Recorde da América    | Recorde da América (Americas)         | q                          | Classificado por melhor tempo (Qualified) |   |                                      |
| Melhor marca do ano   | Melhor marca do ano (World leading)          | Recorde asiático      | Recorde asiático (Asian)              | DNS                        | Não largou (Did not start)                |   |                                      |
| Recorde nacional      | Recorde nacional (National record)           | Recorde europeu       | Recorde europeu (European)            | DNF                        | Não terminou (Did not finish)             |   |                                      |
| Recorde pessoal       | Recorde pessoal do atleta (Personal best)    | Recorde da Oceania    | Recorde da Oceania (Oceania)          | DSQ / DQ                   | Desclassificado (Disqualified)            |   |                                      |
| Recorde da temporada  | Recorde da temporada do atleta (Season best) | Recorde sul-americano | Recorde sul-americano (South America) | NM                         | Sem marca (No mark)                       |   |                                      |